# Prochilodontidae
A Prochilodontidae a csontos halak (Osteichthyes) főosztályának sugarasúszójú halak (Actinopterygii) osztályába, a pontylazacalakúak (Characiformes) rendjébe tartozó család.

3 nem és 22 faj tartozik a családhoz.
Egyes rendszerekben a Curimatidae családhoz tartoznak Prochilodontinae alcsaládként

## Rendszerezés
A családba az alábbi nemek és fajok tartoznak
- Ichthyoelephas (Posada, 1909) – 2 faj
  - Ichthyoelephas humeralis
  - Ichthyoelephas longirostris

- Prochilodus (Spix & Agassiz, 1829) – 14 faj
  - Prochilodus argenteus
  - Prochilodus brevis
  - Prochilodus britskii
  - Prochilodus costatus
  - Prochilodus hartii
  - Prochilodus labeo
  - Prochilodus lacustris
  - Prochilodus lineatus
  - Prochilodus magdalenae
  - Prochilodus mariae
  - Prochilodus nigricans
  - Prochilodus reticulatus
  - Prochilodus rubrotaeniatus
  - Prochilodus vimboides

- Semaprochilodus (Fowler, 1941) – 6 faj
  - Semaprochilodus brama
  - Semaprochilodus insignis
  - Semaprochilodus kneri
  - Semaprochilodus laticeps
  - Semaprochilodus taeniurus
  - Semaprochilodus varii

## Külső hivatkozás
- az interneten az Hemiodontidaeról